# Ospedaletto (provincia di Vicenza)
Ospedaletto è un centro abitato diviso tra i comuni italiani di Vicenza e di Bolzano Vicentino.

## Origini del nome
Il nome ricorda l'ospizio per pellegrini, posto lungo la via Postumia, fondato dai benedettini nell'Alto Medioevo.

## Storia
Intorno al X e XI secolo i benedettini crearono, lungo le antiche strade che portavano a Vicenza, vari ospitali per pellegrini, sostituendo le antiche mansiones dei romani.
Poco fuori dal sobborgo di Lisiera (forse così denominato da Luceria = lucus, bosco) e ai margini della via Postumia essi fondarono l'ospitale intitolato a San Bartolomeo, e di esso si ha ricordo in documenti del XII secolo conservati nell'archivio del monastero di San Felice. Esso era dotato, da parte dell'abate di San Felice, di numerosi beni che da Bertesina si estendevano fino alla località che in seguito sarebbe stata chiamata Monticello Conte Otto, prendendo il nome dal conte Ottone, che la ottenne in feudo dal vescovo di Vicenza.
Da un'investitura del 1134 dell'abate di San Felice in favore di "Obertus Viviani, fratres et conversi hospitalis de Lyseria" si deduce che a quel tempo l'ospitale non era più gestito dai monaci, ma da una comunità di laici, che aveva l'onere annuo di uno staio di olio e l'obbligo di obbedienza al monastero vicentino. Un ulteriore documento fa capire che in questa comunità - dedita all'accoglienza e all'assistenza dei pellegrini nel 1181 viveva anche un prete.
La comunità però cessò di esistere nella prima metà del XIII secolo. Con un documento del 1279 l'abate Gumberto di San Felice cedeva a livello per dieci anni l'ospitale di Lisiera con tutti i beni annessi al conte Ottone figlio di Bonincontro da Lisiera e nel 1284 l'investitura passava a Girardino e Simone Zilioli da Grumolo delle Abbadesse.
L'ospitale continuò ad esistere e a svolgere il proprio servizio. Era ancora efficiente nel Seicento e ricoverava dieci poveri.